# Багдасарьян, Христофор Степанович
Христофор Степанович Багдасарьян (18 ноября 1908, Париж — 10 марта 2000, Москва) — советский и российский физико-химик, академик АН СССР (1981), академик РАН (1991).

## Биография
Родился 18 ноября 1908 года в Париже, среднюю школу окончил в 1926 году в Москве, а в 1927 году поступил на химический факультет МВТУ (после разделения МВТУ в 1930 году преобразован во 2-й Московский химико-технологический институт), который окончил в 1931 году по специальности «фототехнология». Ещё в студенческие годы был принят научным сотрудником в Научно-исследовательский кинофотоинститут (НИКФИ), где продолжил работать после окончания института и откуда был прикомандирован к физико-химическому институту им. Л. Я. Карпова в лабораторию фотохимии. Здесь Багдасарьян под руководством профессора А. И. Рабиновича выполнил первые работы по научной фотографии, впоследствии ставшие классическими.
В 1932 году перешёл на работу в Институт минерального сырья, где защитил кандидатскую диссертацию на тему «Кинетика взаимодействия атомного водорода с твёрдыми металлоидами». В 1936 году возвратился на работу в физико-химический институт им. Л. Я. Карпова, где проработал до конца жизни.
В 1951 году защитил докторскую диссертацию на тему «Фотохимическая полимеризация виниловых соединений», с 1958 года — профессор, заведующий лабораторией химической радиационности и полимеризации (с 1973 года — лаборатория фотохимии), в 1968 году избран членом-корреспондентом АН СССР, в 1981 году — действительным членом АН СССР, в 1991 году — действительным членом РАН.
Труды посвящены исследованию кинетики и механизма реакций свободных радикалов и элементарных реакций фотохимии и радиационной химии. Внёс большой вклад в развитие теории радикальной полимеризации, с его именем связано открытие и развитие новой области физической химии — двухквантовой фотохимии. Автор 4-х монографий, одна из которых — «Теория радикальной полимеризации» переведена на несколько иностранных языков.
Умер 10 марта 2000 года в Москве, похоронен на Армянском квартале Ваганьковского кладбища.

## Награды
- Орден Трудового Красного Знамени
- Орден «Знак Почёта»,
- звание «Заслуженный химик Российской Федерации».